# Melanoplus punctulatus
Melanoplus punctulatus är en insektsart som först beskrevs av Scudder, S.H. 1862.  Melanoplus punctulatus ingår i släktet Melanoplus och familjen gräshoppor.

## Underarter
Arten delas in i följande underarter:
- M. p. punctulatus
- M. p. arboreus
- M. p. griseus

## Bildgalleri

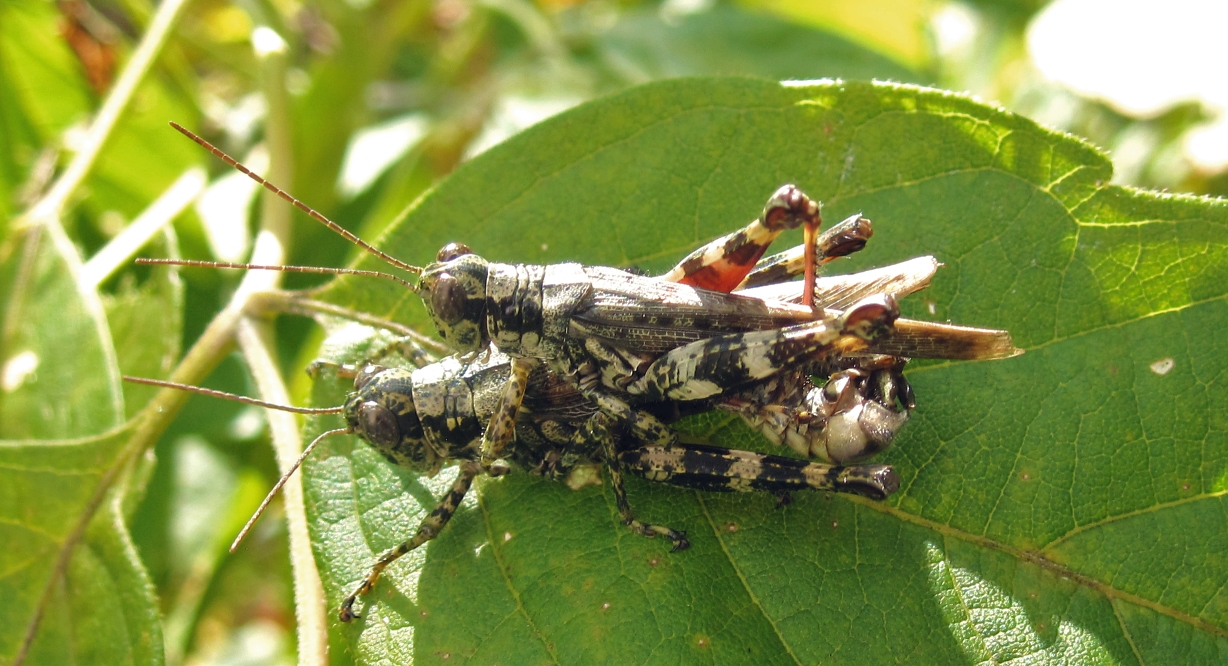
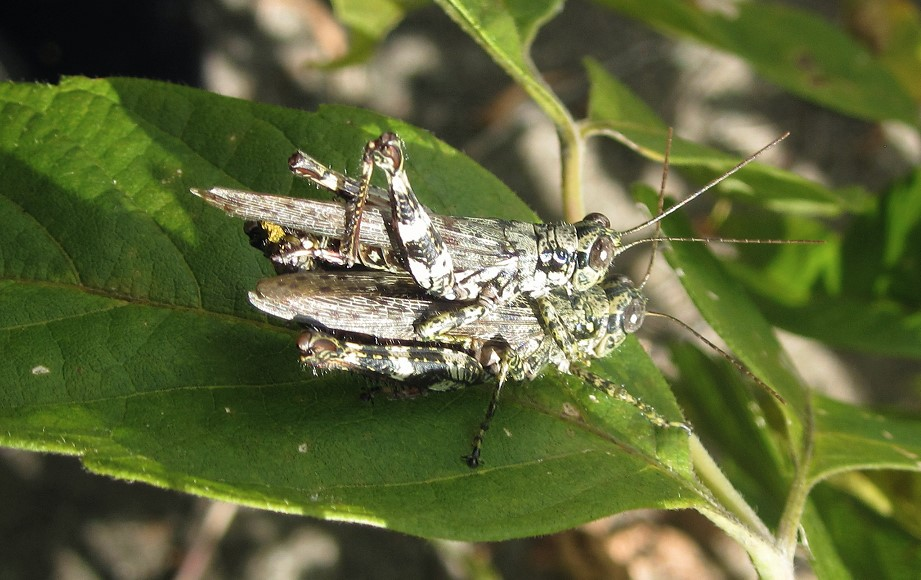
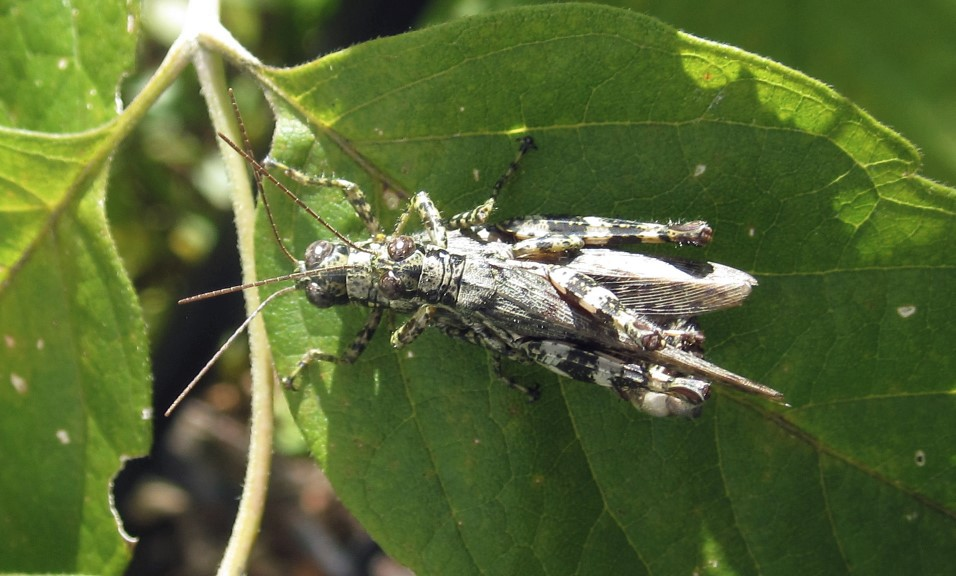
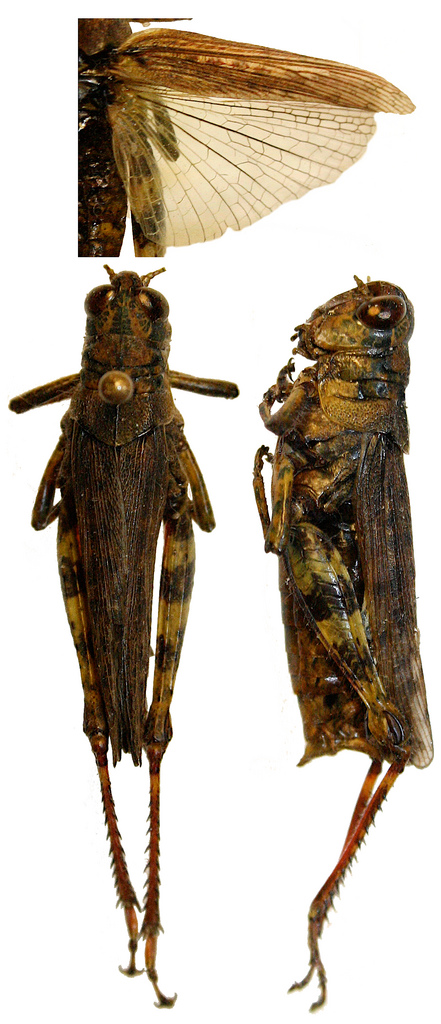
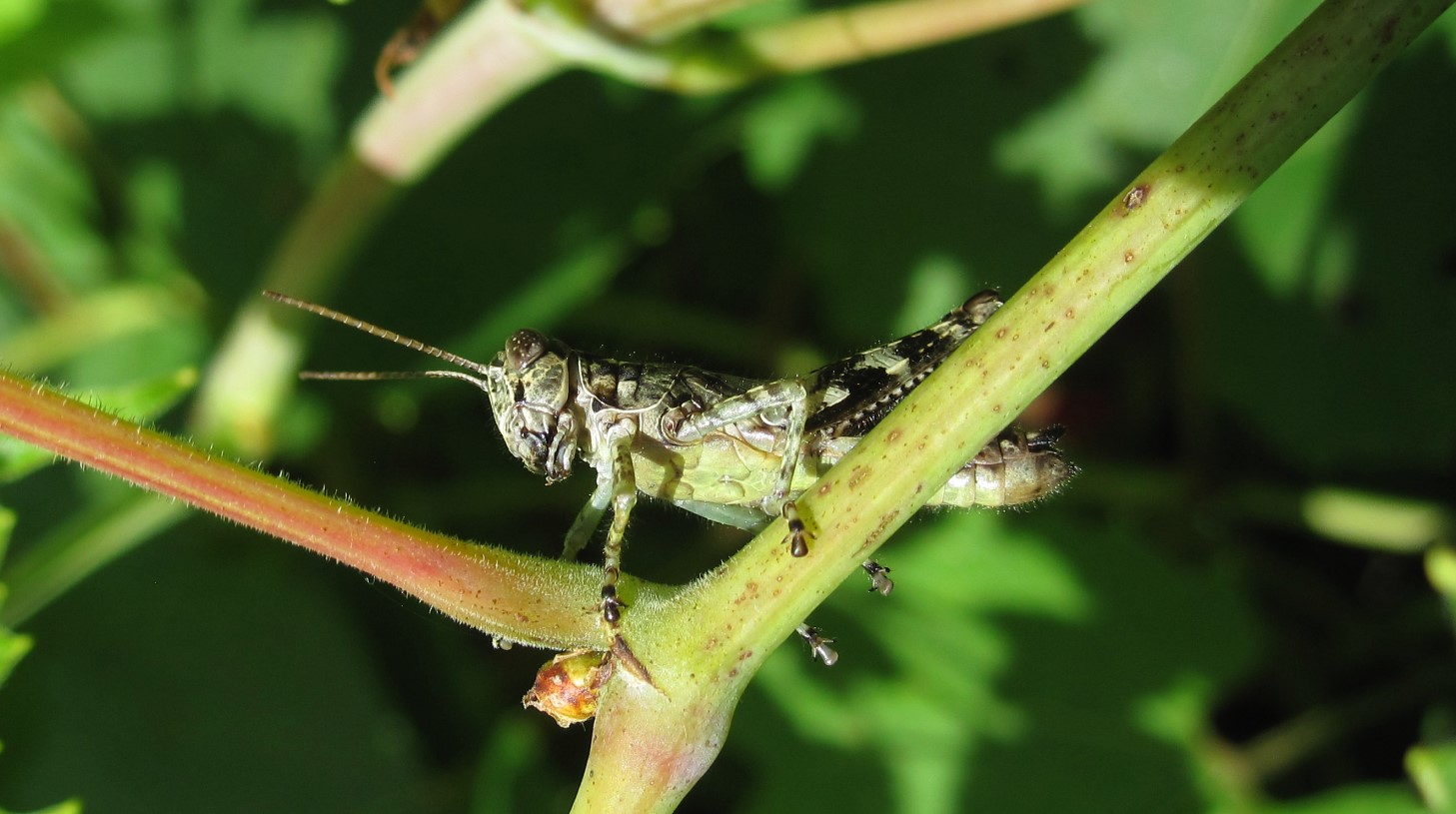